# Domaine de Brewers Bay
Le Domaine de Brewers Bay est une ancienne plantation située à l'ouest de Charlotte-Amélie dans les Îles Vierges des États-Unis. Il a été inscrit au Registre national des lieux historiques en 1978.

## Propriété
Le site comprend les ruines d'une sucrerie, qui deviendra plus tard une résidence, et d'un moulin à propulsion animale.
Les premiers enregistrements concernant la propriété date de 1855 et elle est apparue sur une carte pour la première fois en 1856.